# Lagarosolen coriaceifolium
Lagarosolen coriaceifolium là một loài thực vật có hoa trong họ Tai voi. Loài này được Y.G.Wei mô tả khoa học đầu tiên năm 2006.